# Drosophila xanthochroa
Drosophila xanthochroa este o specie de muște din genul Drosophila, familia Drosophilidae, descrisă de Tsacas în anul 2001.
Este endemică în Nigeria. Conform Catalogue of Life specia Drosophila xanthochroa nu are subspecii cunoscute.